# Kimani Falls
Die Kimani Falls sind ein Wasserfall im Südwesten Tansanias.

## Geographie
Die Kimani Falls befinden sich im Süden des Distrikts Mbarali innerhalb des Mpanga-Kipengere Game Reserve. Das Gebiet liegt in den Kipengere-Bergen, einem Gebirgszug, der Teil des südlichen Hochlandes von Tansania ist. Der Wasserfall liegt am gleichnamigen Fluss Kimani, der parallel zum westlich gelegenen Ripera nach Nordwesten fließt, wo er in den Ruaha mündet.
Kimani Falls hat eine Fallhöhe von insgesamt etwa 250 Metern über mehrere Gefälle. Das Gebiet ist mit Wald umgeben.

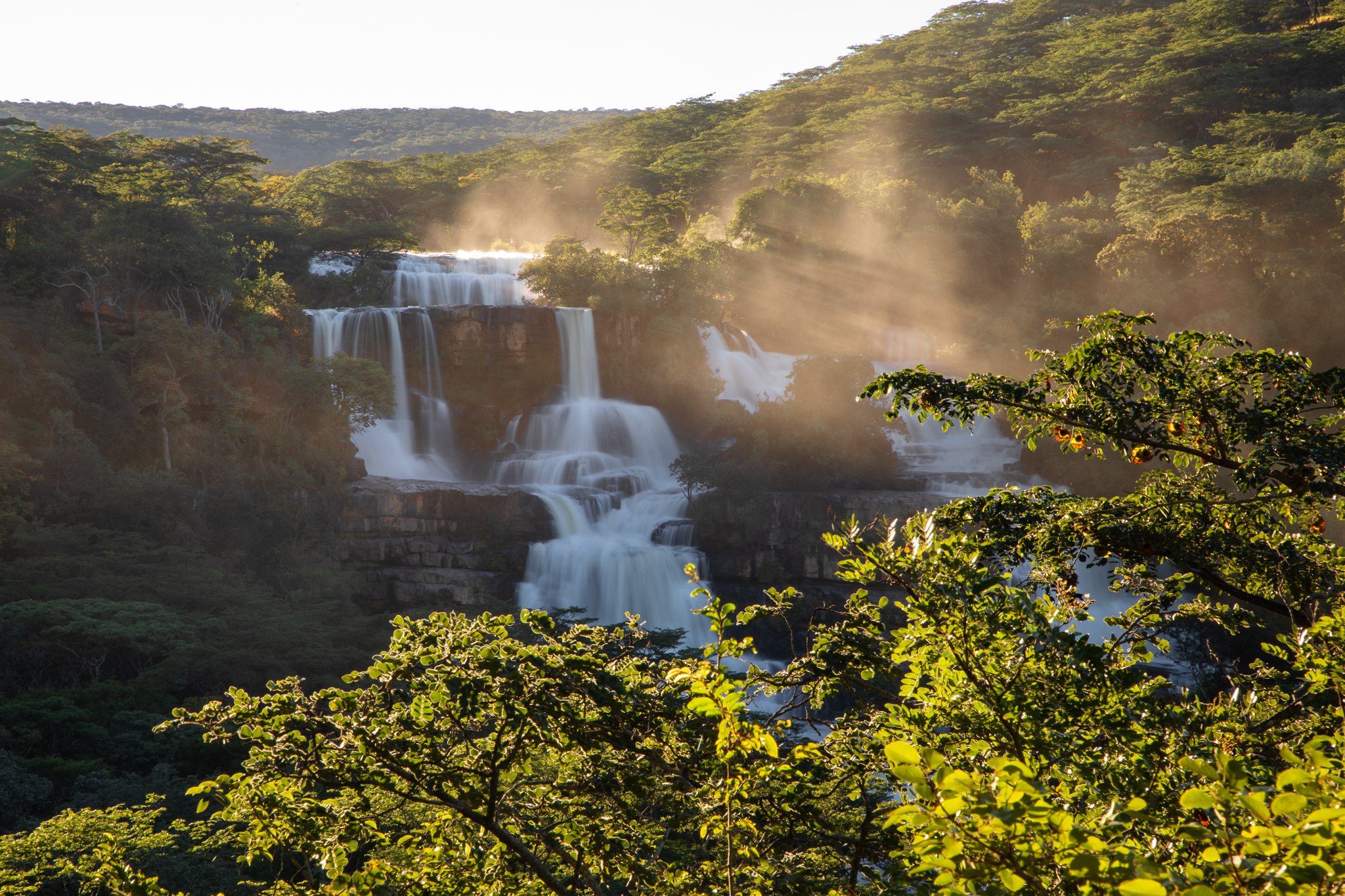
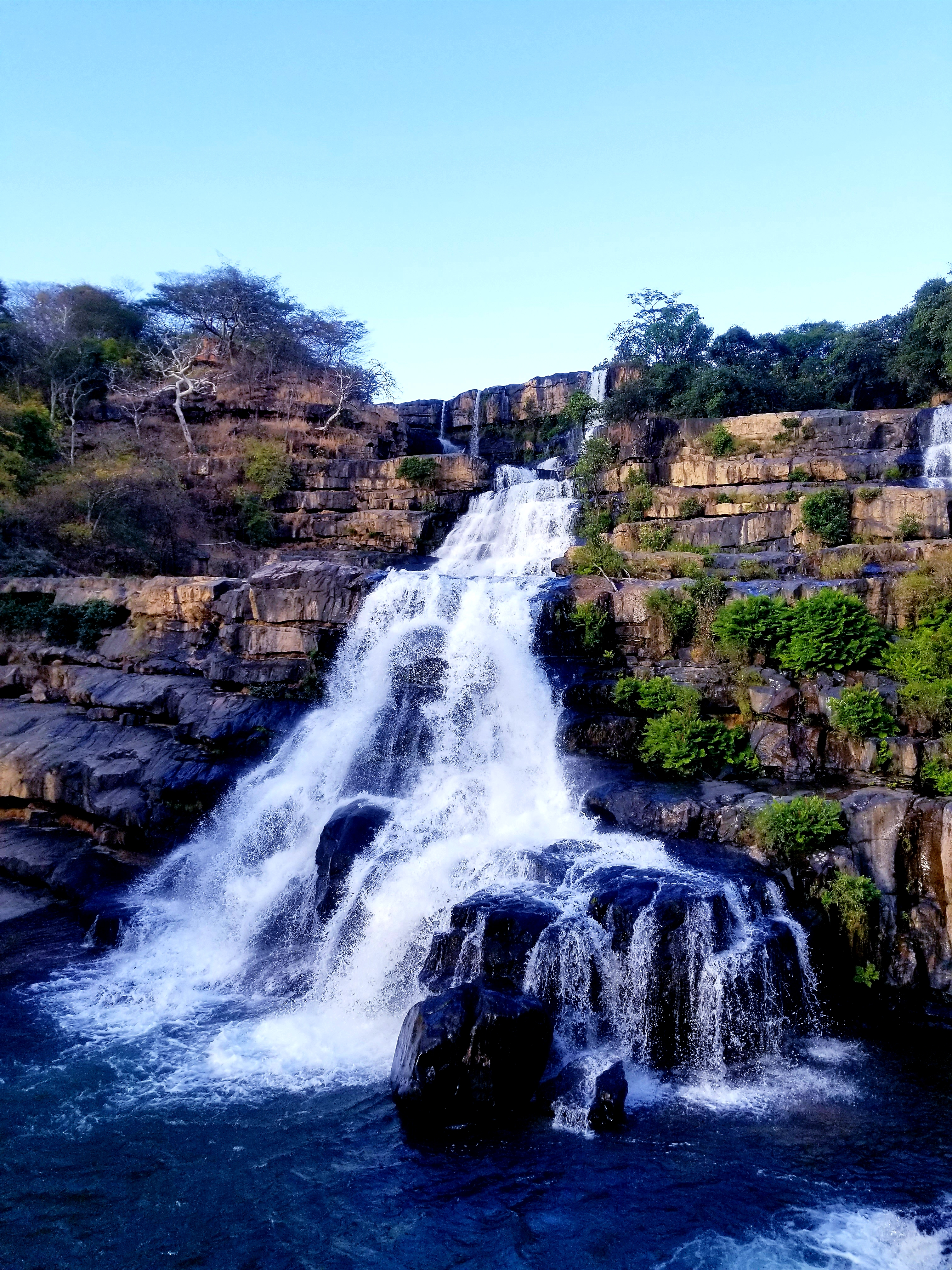
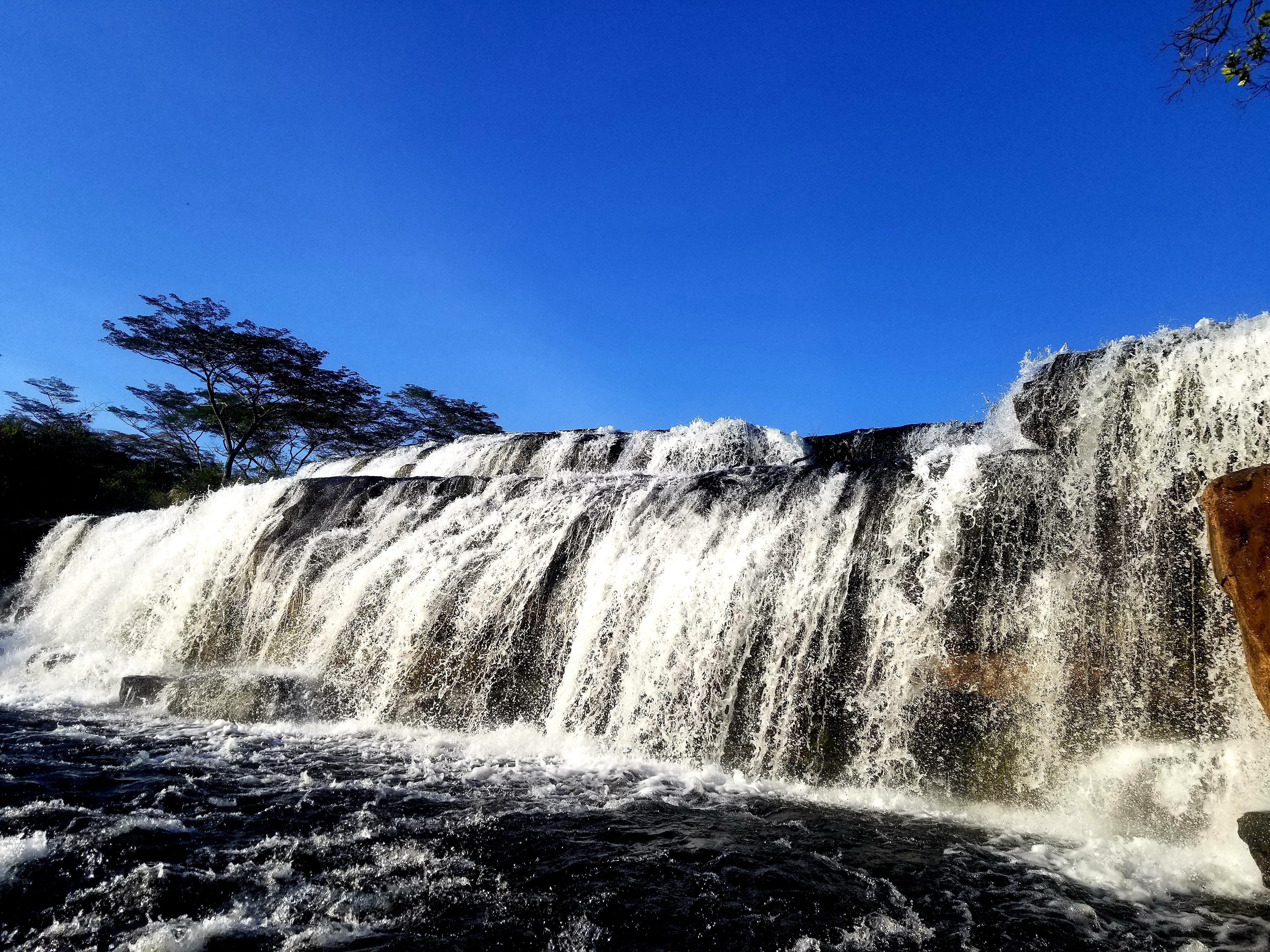